# 제임스 벨러미
제임스 프랜시스 벨러미(영어: James Francis Bellamy; 1881년 9월 11일, 베스널 그린 ~ 1969년 3월 30일, 채드웰 히스)는 잉글랜드의 축구 선수이자 감독으로 선수 시절 울위치 아스널, 번리, 그리고 풀럼 등의 풋볼 리그의 구단에서 수비형 측면 미드필더나 외측 공격수를 맡았다. 그는 스코틀랜드에서도 활약하였는데, 1910년에는 던디 소속으로 스코티시 컵을 우승했다.
벨러미는 유럽 무대 몇 기의 구단에서 감독을 맡았는데, 독일, 이탈리아의 브레시아, 그리고 스페인의 바르셀로나 지휘봉을 잡았다. 그는 라 리가의 초대 우승 감독이기도 하다.

## 유년 시절
벨러미는 1881년 9월 11일에 미들섹스 주 베스널 그린에서 출생했다.

## 선수 경력
벨러미는 리그 밖의 구단들인 바킹, 그레이스 유나이티드, 그리고 레딩을 거쳐 축구를 시작했다. 이후, 그는 1903년 5월에 울위치 아스널에 합류해 1905년에 1군 신고식을 치렀다. 그 곳에서 그는 포병대 소속으로 총 29번의 리그 경기에 출전했고, 총 4골을 기록했다. 그는 1907년에 포츠머스로 이적했고, 노리치 시티를 거쳐 1908년 5월에 던디에 입단했다. 그는 클라이드를 상대로 스코티시 컵을 우승한 주역들 중 하나였다. 본경기에서 득점 없이 비긴 후, 2-1로 비긴 재경기에서 벨러미는 던디의 첫 골을 넣었다.
벨러미는 1912년에 던디를 떠나 머더웰로 이적했다. 얼마 지나지 않아 1912년 10월에 번리로 이적한 그는 잉글랜드 무대에 복귀했다. 이후, 그는 1914년 7월에 풀럼과 계약했다.
벨러미는 이후 1917-18 시즌에 던디 하이버니언으로 이적했고, 이후 사우스엔드 유나이티드와 에부 베일을 거쳐 바킹 타운에서 현역 생활을 마쳤다.

## 감독 경력
선수 생활을 마친 벨러미는 유럽 대륙에서 감독일을 했다. 그는 독일에서 감독일을 하다가 1926년과 1928년 사이 이탈리아 선수권의 브레시아를 지도했고, 이후 스페인으로 건너갔다. 1929년 3월 26일, 그는 로마 폰스의 바통을 이어받아 바르셀로나의 감독이 되었다. 취임 당시 바르셀로나는 선두와 승점 5점 차로 8위에 있었다. 벨러미는 바르셀로나를 이끌고 라 리가 초대 시즌의 우승 선수단으로 이름을 남겼는데, 바르셀로나는 2위 레알 마드리드와 2점 차이로 우승을 거두었다. 벨러미는 레스 코르츠에서 2년을 머물면서 1929–30 시즌 카탈루냐 선수권 대회 우승도 거두었다. 그러나, 그가 바르셀로나 감독을 맡았을 때 1931년 2월에 아틀레틱 빌바오에게 역대 최다 점수차 패배인 1-12의 대패를 당하는 수모도 겪었다. 같은 1930-31 시즌에, 바르사는 또다시 카탈루냐 선수권 대회 우승을 거두었다.
잉글랜드로 복귀한 벨러미는 1933년 2월에 바킹 타운을 지도했지만 3달 만에 해임되었다. 그는 해임이 부당하다고 법적 소송까지 했지만 패소했다.

## 최후
벨러미는 1969년 3월 30일에 런던의 채드웰 히스에서 영면에 들었다.

## 수상

### 선수
던디
- 스코티시 컵: 1910
- 포패셔 컵: 1909, 1912

### 감독
바르셀로나
- 라 리가: 1929
- 카탈루냐 선수권 대회: 1929–30, 1930–31

## 참고
1. ↑  벨러미의 친정 바킹은 1919년에 바킹 타운으로 개칭했다.